# Solidaridad Obrera
|  | Per a altres significats, vegeu «Solidaridad Obrera (diari)». |

Solidaridad Obrera o Unió Local de Societats Obreres de Barcelona-Solidaritat Obrera fou una organització unitària sindical de Barcelona creada l'agost de 1907, formada sobre les estructures de la Unió Local de Societats Obreres de Barcelona. Hi prengueren part socialistes i anarquistes. L'impuls inicial sorgí de l'Associació de la Dependència Mercantil i del que llavors era el seu president Antoni Badia i Matamala. També hi van participar el socialista Antoni Fabra i Ribas i els anarquistes Josep Prat, Anselmo Lorenzo i Tomàs Herreros. El mes de juny s'havia constituït una comissió organitzadora formada per Bruguera de la Societat de Confiters, Salvador Seguí i Rubinat de la de Pintors, Saví de la dels metal·lúrgic, Sedó de la dels Tipògrafs i Antoni Badia i Matamala per l'Associació de la Dependència Mercantil. El 25 de juliol publicà un Manifest signat per 36 societats i dirigit a tots els treballadors de Barcelona, i el 3 d'agost es va constituir la Solidaritat Obrera, amb 57 societats adherides.
Hi actuaren com a secretaris Antoni Colomé, Antoni Badia i Matamala i Jaume Bisbe. La força que va adquirir queda palesa en el fet que poc temps després en una assemblea celebrada a Badalona el 25 de març de 1908, es decidí convocar un congrés obrer, demanant l'assistència de totes les societats obreres de Catalunya. Aquest congrés se celebrà a Barcelona els dies 6-8 de setembre de 1908, constituint-se llavors la Confederació Regional de Societats de Resistència-Solidaritat Obrera, amb 153 delegats que representaven 95 societats federades, 4 Federacions locals (Sabadell, Tarragona, Terrassa i Vic), 22 societats aherides, l'Agrupació Obrera de Calella i la Col·lectivitat Obrera de Palafrugell. En fou elegit secretari general Josep Roman. Cap al 1911 els seus membres s'integraren en la CNT.